# 田渕寿雄
田渕 寿雄（たぶち ひさお、1971年3月11日 - ）は、特殊効果や実写映画において活動している日本の映画監督。
現在はビッグショット (特殊効果)の納富貴久男らと共にガンエフェクトを多く手掛けている。

## 映画作品

### 実写
- 聖白百合騎士団(2009年 監督)
- 実験体四十六號(2010年 監督)